# Ánavatnsalda
Ánavatnsalda är en kulle i republiken Island. Den ligger i regionen Austurland, 300 km öster om huvudstaden Reykjavík. Toppen på Ánavatnsalda är 680 meter över havet, eller 90 meter över den omgivande terrängen. Bredden vid basen är 2,6 km.
Trakten runt Ánavatnsalda är nära nog obefolkad, med mindre än två invånare per kvadratkilometer. Det finns inga samhällen i närheten. Trakten runt Ánavatnsalda består i huvudsak av gräsmarker.